# 池田利隆

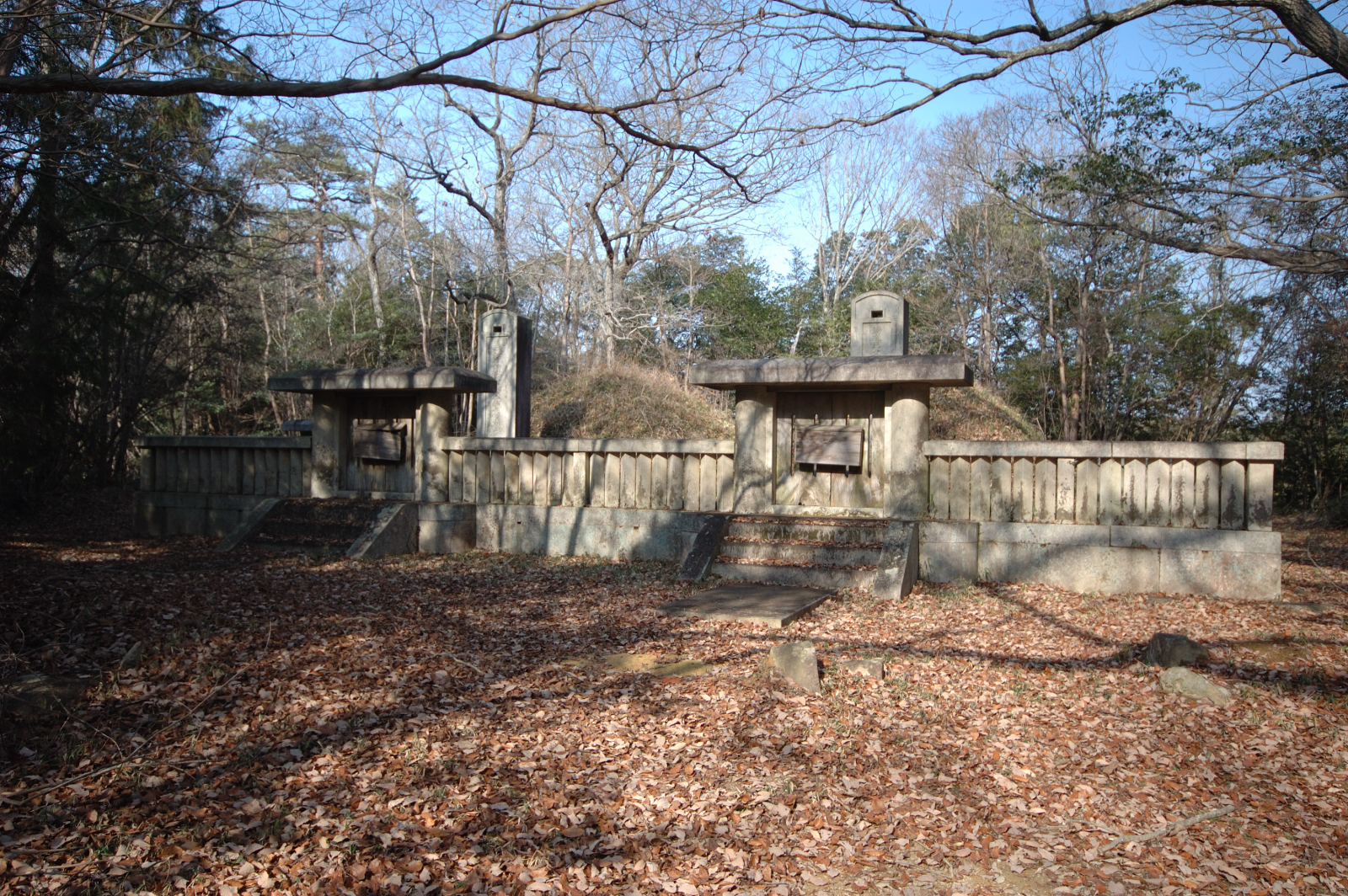
和意谷池田家墓所二のお山、池田利隆夫妻の墓所。左が利隆の墓。

池田 利隆（いけだ としたか）は、江戸時代前期の大名。播磨国姫路藩の第2代藩主。岡山藩池田家宗家2代。

## 生涯
天正12年（1584年）9月7日、池田輝政の長男として美濃国岐阜に生まれる。母は、中川清秀の娘・糸子。糸子は、産後、病気保養のため実家に帰り、池田家には戻らないまま元和元年（1615年）、豊後国岡城で死去した。
羽柴氏を与えられて称した。
慶長5年（1600年）、父・輝政とともに上杉景勝征伐に出陣。つづく関ヶ原の戦いに父とともに東軍方で参戦する。
慶長8年（1603年）2月、異母弟の忠継が備前国岡山藩藩主に任じられると、幼年の忠継に代わって執政代行として3月に岡山城に入った。利隆は岡山の実質的な領主として藩政を担当し、慶長9年（1604年）には慶長検地と呼ばれる領内検地を実施した。また兵農分離を行ない、前岡山領主であった宇喜多秀家や小早川秀秋らの夫役の廃止など、江戸期における近代的体制を確立した。
慶長10年（1605年）、従四位下侍従に叙任され、右衛門督を兼任した（このときは豊臣姓）。同年に徳川秀忠の養女・鶴姫（榊原康政の娘）を正室に迎えて幕府との関係を深めた。慶長12年（1607年）6月2日、武蔵守に転任して松平姓を賜り松平武蔵守利隆と名乗った。慶長18年（1613年）1月、父の輝政が死去したため、6月に家督を継いだ。その際に父・輝政の後室で義母・良正院の化粧料である西播磨三郡（宍粟郡・佐用郡・赤穂郡）10万石を弟の忠継に分与し、姫路藩の所領は42万石となった。
慶長19年（1614年）からの大坂の陣では徳川方に与し、大坂冬の陣の緒戦の尼崎合戦に参加した。池田家臣で従兄弟にあたる池田重利は尼崎代官として尼崎城に詰め守りを固めたことから、戦後1万石を賜って大名となった。
元和2年（1616年）6月13日、義弟にあたる京極高広の京都四条の屋敷で病死した。享年33。墓所は京都妙心寺の護国院、岡山県和意谷池田家墓所、兵庫県姫路市山野井の国清寺。家督は長男の光政が継いだ。

## 系譜
- 正室：鶴子 - 徳川秀忠養女、榊原康政次女
  - 長男：光政
  - 次男：池田恒元
  - 長女
  - 次女：長姫 - 山内忠豊正室
- 婚約者：万姫[注 4] - 北条氏直の娘[注 5]
- 生母不明の子女
  - 三男：池田政貞
- 養女
  - 森寺忠勝娘 - 森寺長貞室のち能勢頼隆室